# Creatonotos flavidus
Creatonotos flavidus är en fjärilsart som beskrevs av Max Bartel 1903. Creatonotos flavidus ingår i släktet Creatonotos och familjen björnspinnare. Inga underarter finns listade i Catalogue of Life.